# Rimularia actinostoma
Rimularia actinostoma är en lavart som beskrevs av Coppins & Fryday. Rimularia actinostoma ingår i släktet Rimularia och familjen Trapeliaceae.   Inga underarter finns listade i Catalogue of Life.